# بيت جيمس
بيت جيمس (بالإنجليزية: Pete James)‏ هو أمين الأرشيف بريطاني، ولد في 1958، وتوفي في 11 مارس 2018.